# خوسيه أنطونيو ألونسو نافارو
خوسيه أنطونيو ألونسو نافارو (بالإسبانية: José Antonio Alonso Navarro)‏ هو كاتب إسباني، ولد في 29 أكتوبر 1965 في مدريد في إسبانيا.